# F1 2014 (videojuego)
F1 2014 es un videojuego desarrollado por Codemasters basado en la Temporada 2014 de Fórmula 1. Es el sexto juego de la serie de videojuegos Fórmula 1 desarrollado por los estudios Codemasters después de que la compañía renovara su licencia para desarrollar los juegos oficiales de la serie. Fue lanzado en Europa el 17 de octubre de 2014 para PlayStation 3, Microsoft Windows y Xbox 360.

## Jugabilidad
Las principales novedades de F1 2014 son los cambios de reglamento de esta temporada, los cuales son los más importantes en la historia de la Fórmula 1; Además de los cambios en escuderías, así como sus respectivos pilotos y dos nuevos circuitos.

## Novedades
El nuevo sistema de evaluación del piloto permite identificar la habilidad de este y así escoger mas fácil la dificultad del juego
De este modo, la dificultad se va adaptando al nivel del usuario y, a medida que tenga más experiencia, esta aumentará progresivamente.
En el modo Trayectoria se puede elegir la escudería deseada para competir, después de realizar la prueba de evaluación del piloto.
Este titulo no posee contenido clásico.

## Circuitos
El juego contiene los 19 circuitos correspondientes a la Temporada 2014 de la Fórmula 1, entre ellos se puede destacar el regreso del circuito alemán de Hockenheimring y los 2 nuevos circuitos: Red Bull Ring y Autódromo de Sochi
- Datos: Q17457242